# Милосав Куртовић
Милосав Куртовић (Шабац, 1856 — Бања Ковиљача, 13. октобар 1913) био је српски дипломата.

## Биографија
Отац му је био Павле Куртовић, капетан и трговац, а мајка Катарина била је ћерка Јована Ресавца.
Пре почетка дипломатске каријере бавио се развојем коњогојства у Србији. Један је од оснивача Кола јахача, уређивао је лист Српски витез и покушао да оснује политичку странку Сељачка слога.
Био је секретар српског посланства у Берлину до 1888, након чега је вршио службу секретара Министарства народне привреде. Између 1898. и 1899. био је конзул у Скопљу. године 1899. постављен је за контролора у Министарству војном. Следеће године, неколико првих месеци био је конзул у Трсту да би се 16. октобра вратио у Скопље као конзул, где је остао до 10. јула 1903. године. 
Умро је у Бањи Ковиљачи 1913.